# Tiểu Antilles

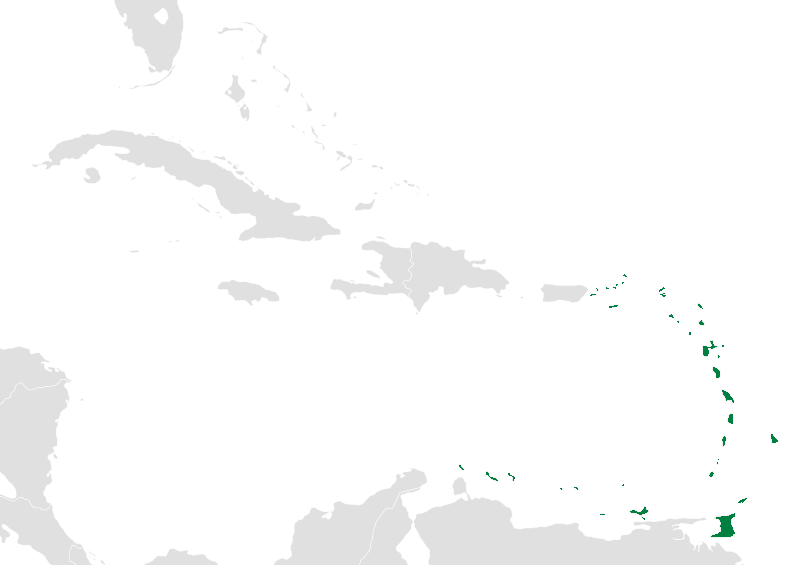
Vị trí nhóm đảo Antilles Nhỏ trong biển Caribe

Tiểu Antilles là nhóm đảo hướng đông của chuỗi Antilles thuộc vùng Biển Caribe. Khi gom chung với Đại Antilles và Bahamas thì tất cả các nhóm đảo này được gọi là "Tây Ấn đảo".
Tiểu Antilles hình thành do rặng núi lửa hình vòng cung ngầm dưới biển bồi lên ở vành đai Biển Caribe và Đại Tây Dương trông như chữ "C" ngược. Đoạn tây nam của chuỗi đảo này chạy dọc bờ biển châu Nam Mỹ.
Tiểu Antilles còn được chia thành ba nhóm nhỏ: quần đảo Hứng Gió (tiếng Anh: Windward Islands) ở phía bắc và quần đảo Khuất Gió (Leeward Islands) ở giữa, và quần đảo Antilles Hứng Gió (Windward Antilles) ở cực tây nam. Các địa danh này xuất phát từ ngành hàng hải khi các tàu buồm phải nương theo hướng gió để đi lại. Gió mậu dịch trong vùng nói chung thổi theo hướng đông bắc-tây nam nên nhóm Hứng Gió thuận đường cho tàu thuyền từ Âu châu ghé còn nhóm Khuất Gió vì chúng có địa thế chạy bắc-nam nên khó đến hơn.

## Hải đảo
Kể từ bắc xuống nam rồi sang tây: 
Quần đảo Dưới Gió
- Quần đảo Virgin thuộc Hoa Kỳ: St. Thomas, St. John, St. Croix
- Quần đảo Virgin thuộc Anh: Tortola, Virgin Gorda, Anegada, Jost Van Dyke
- Anguilla (Anh)
- Saint Martin/Sint Maarten (Pháp/Antilles Hà Lan)
- Saint-Barthélemy (Pháp)
- Saba (Hà Lan)
- Sint Eustatius (Hà Lan.)
- Saint Kitts
- Nevis
- Barbuda
- Antigua
- Redonda
- Montserrat (Anh)
- Guadeloupe (Pháp)
- La Désirade (Pháp)
- Les Saintes (Pháp)
- Marie-Galante (Pháp)

Quần đảo Xuôi Gió
- Dominica
- Martinique (Pháp)
- Saint Lucia
- Saint Vincent
- Barbados
- Grenadines
- Grenada
- Trinidad và Tobago

Antilles Dưới Gió – nhóm đảo này chạy dọc bờ biển Venezuela từ tây sang đông: 
- Aruba (Hà Lan)
- Curaçao (Hà Lan)
- Bonaire (Hà Lan)
- Đảo Margarita (Venezuela)
- Coche (Venezuela)
- Cubagua (Venezuela)
- Quần đảo Venezuela